# Genyonemus lineatus
Genre
Espèce
Synonymes
- Leiostomus lineatus Ayres, 1855

Statut de conservation UICN

 NT  : Quasi menacé
Genyonemus lineatus, la Courbine blanche, unique représentant du genre Genyonemus, est une espèce de poissons perciformes d'eau de mer de la famille des sciaénidés.

## Distribution
Cette espèce se rencontre dans le Pacifique nord-est, depuis l'île de Vancouver au Canada jusqu'à la Basse-Californie au Mexique. Elle est généralement présente entre 3 et 30 m de profondeur mais peut se rencontrer en de rares occasions jusqu'à 200 m de profondeur.

## Description
Genyonemus lineatus mesure jusqu'à 41 cm. Son corps est allongé et légèrement comprimé. Elle se différencie des autres espèces nommées communément courbines par la présence de 12 à 15 rayons à la première nageoire dorsale, les autres espèces n'en présentant que 11.
Elle se nourrit de poissons, calmars, crevettes, poulpes, vers, petits crabes, coquillages.